# Mitsubishi i
Der Mitsubishi i ist ein Kleinstwagen (Kei-Car) des japanischen Autoherstellers Mitsubishi Motors, der am 24. Januar 2006 auf den japanischen Markt kam, 28 Monate nach seinem Debüt als „Concept Car“ auf der IAA 2003 in Frankfurt.
Er hat vier Türen, einen elektronisch gesteuerten, quer eingebauten Heckmotor mit einer maximalen Leistung von 47 kW und einem maximalen Drehmoment von 95 Nm. Konzeptionell ist er antriebsseitig eng mit der gleichzeitig entwickelten zweiten Generation des smart fortwo verwandt, mit dem er außer der Heckmotorauslegung auch die 45°-Neigung des Antriebsstrangs gemeinsam hat.
Das Fahrzeug erreicht eine Höchstgeschwindigkeit von 140 km/h. 
Obwohl der Wagen ursprünglich speziell für den japanischen Markt konstruiert wurde, wird er bald auch auf anderen Ländern mit Rechtslenkung in Asien, Ozeanien und Europa eingeführt. Basierend auf diesem gab es den Mitsubishi i-MiEV, ein reines Elektroauto.
Eine weitere ungewöhnliche Eigenheit für einen heutigen Kleinwagen ist die selbsttragende Aluminium-Skelettkarosserie des Mitsubishi i.
| Mitsubishi i                     | 700                                                                         | Turbo                                                                       |
| -------------------------------- | --------------------------------------------------------------------------- | --------------------------------------------------------------------------- |
| Motor:                           | 3-Zylinder-Reihenmotor (Viertakt) 3B20 MIVEC, vor der Hinterachse           | 3-Zylinder-Reihenmotor (Viertakt) 3B20 MIVEC, vor der Hinterachse           |
| Hubraum:                         | 659 cm³                                                                     | 659 cm³                                                                     |
| Bohrung × Hub:                   | 65,4 × 65,4 mm                                                              | 65,4 × 65,4 mm                                                              |
| Leistung bei 1/min:              | 38 kW (52 PS) bei 7000                                                      | 47 kW (64 PS) bei 6000                                                      |
| Max. Drehmoment bei 1/min:       | 57 Nm bei 4000                                                              | 94 Nm bei 3000                                                              |
| Verdichtung:                     | 10,8:1                                                                      | 8,8:1                                                                       |
| Gemischaufbereitung:             | Elektronische Einspritzung                                                  | Elektronische Einspritzung, Turbolader, Ladeluftkühler                      |
| Ventilsteuerung:                 | 2 obenliegende Nockenwelle, Antrieb über Zahnriemen, 4 Ventile pro Zylinder | 2 obenliegende Nockenwelle, Antrieb über Zahnriemen, 4 Ventile pro Zylinder |
| Kühlung:                         | Wasserkühlung                                                               | Wasserkühlung                                                               |
| Getriebe:                        | Viergangautomatik Hinterradantrieb, a.W. Allradantrieb                      | Viergangautomatik Hinterradantrieb, a.W. Allradantrieb                      |
| Radaufhängung vorn:              | Dreieckquerlenker, Federbeine, Schraubenfedern                              | Dreieckquerlenker, Federbeine, Schraubenfedern                              |
| Radaufhängung hinten:            | Starrachse, Längslenker, Panhardstab, Schraubenfedern                       | Starrachse, Längslenker, Panhardstab, Schraubenfedern                       |
| Bremsen:                         | Innenbelüftete Scheibenbremsen vorne, Trommelbremsen hinten, Servo          | Innenbelüftete Scheibenbremsen vorne, Trommelbremsen hinten, Servo          |
| Lenkung:                         | Zahnstangenlenkung, a.W. Servo                                              | Zahnstangenlenkung, a.W. Servo                                              |
| Karosserie:                      | Aluminium Spaceframe, selbsttragend                                         | Aluminium Spaceframe, selbsttragend                                         |
| Spurweite vorn/hinten:           | 1310/1270 mm                                                                | 1310/1270 mm                                                                |
| Radstand:                        | 2550 mm                                                                     | 2550 mm                                                                     |
| Abmessungen:                     | 3395 × 1475 × 1600 mm                                                       | 3395 × 1475 × 1600 mm                                                       |
| Leergewicht:                     | ab 900 kg                                                                   | ab 900 kg                                                                   |
| Höchstgeschwindigkeit:           | ca. 130 km/h                                                                | n. a.                                                                       |
| 0–100 km/h (Werk):               | nicht angegeben                                                             | nicht angegeben                                                             |
| Verbrauch (Liter/100 Kilometer): | ca. 4–6 S                                                                   | ca. 4–6 S                                                                   |